# The Blackening
The Blackening este al șaselea album de studio al formației heavy metal americane - Machine Head. Lansat pe 27 martie 2007 în SUA, The Blackening a fost vândut în peste 16.000 de unități în prima săptămână, și a devenit a doilea cel mai bine poziționată lansare a formației Machine Head clasându-se pe locul 54 în topul Billboard 200, și intrând în Top 20 în multe alte țări din întreaga lume. Albumul a fost vândut în peste 260.000 de exemplare în Statele Unite și a fost certificat cu argint de BPI pentru vânzările din Marea Britanie de peste 60.000 de copii.
Primul single de pe album, "Aesthetics of Hate", este o răzbunare pe un articol scris de William Grim pentru site-ul Iconoclast. Intitulat "Aesthetics Of Hate: R.I.P. Dimebag Abbott, & Good Riddance", articolul lăuda asasinarea chitaristuluit Dimebag Darrell. Liderul formației Machine Head, Robb Flynn, a spus că cântecul a fost scris ca un "fuck you" pentru Grim și un omagiu lui Dimebag. Cântecul a fost nominalizat la Premiul Grammy pentru "Best Metal Performance" la ediția din 2008. Textul din oglinda de pe coperta albumului redă "oglinda care nu flatează." Cântecul "Beautiful Mourning" a fost ulterior folosit ca piesă cântabilă în jocul video Guitar Hero: Metallica.

## Primire
The Blackening a fost primit cu critici pozitive în majoritatea presei de metal. Cenzorul Blabbermouth.net Don Kaye a notat albumul cu un scor aproape perfect de 9,5 puncte din 10, spunând: "unul din cele mai pure, fine, și mai puternice exprimări a heavy metalului modern lansat". Kaye a lăudat pasajele de chitară ale lui Flynn și Demmel din cântecele "Beautiful Mourning" și "Aesthetics of Hate", și a afrimat că membrii trupei și-au depășit capacitățile lor muzicale într-un "mod intens și dinamic".
Thom Jurek de la Allmusic a descria albumul ca "o furie peste măsură cu toate calitățile câștigate de grup de la multitudinea de fani concertând și înregistrând" și că elementul de thrash metal "rivalizează cu Slayer la ce-i mai bun". Cenzorul revistei Rock Sound, Eleanor Goodman, a notat albumul cu 9 din 10, lăudând primele două minute de la începutul piesei "Clenching the Fists of Dissent", ca un "atac thrash old-skool pe deplin".

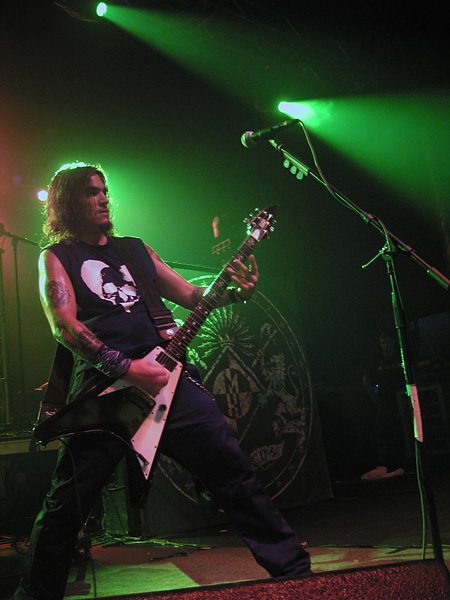
Robb Flynn interpretând la un concert de promocare a albumului The Blackening

## Lista pieselor
| The Blackening |                                  |                                      |                                                    |         |  |
| Nr.            | Titlu                            | Versuri                              | Muzică                                             | Lungime |  |
| 1.             | „Clenching the Fists of Dissent” | Robert Flynn                         | Robert Flynn, Dave McClain, Phil Demmel            | 10:37   |  |
| 2.             | „Beautiful Mourning”             | Robert Flynn                         | Robert Flynn, Phil Demmel                          | 4:46    |  |
| 3.             | „Aesthetics of Hate”             | Robert Flynn, Adam Duce              | Robert Flynn                                       | 6:30    |  |
| 4.             | „Now I Lay Thee Down”            | Robert Flynn                         | Robert Flynn, Phil Demmel                          | 5:35    |  |
| 5.             | „Slanderous”                     | Robert Flynn                         | Robert Flynn, Phil Demmel                          | 5:17    |  |
| 6.             | „Halo”                           | Robert Flynn                         | Robert Flynn, Dave McClain, Adam Duce, Phil Demmel | 9:03    |  |
| 7.             | „Wolves”                         | Robert Flynn                         | Robert Flynn, Phil Demmel, Adam Duce               | 9:01    |  |
| 8.             | „A Farewell to Arms”             | Robert Flynn, Adam Duce, Phil Demmel | Robert Flynn, Phil Demmel                          | 10:13   |  |

| Deluxe edition bonus track |                                            |         |  |
| Nr.                        | Titlu                                      | Lungime |  |
| 9.                         | „Hallowed Be Thy Name” (Iron Maiden cover) | 7:27    |  |
| 10.                        | „Battery” (Metallica cover)                | 5:02    |  |

| 2008 bonus disc |                                                           |         |  |
| Nr.             | Titlu                                                     | Lungime |  |
| 1.              | „Alan's on Fire” (Poison Idea cover)                      | 3:59    |  |
| 2.              | „Negative Creep” (Nirvana cover)                          | 2:40    |  |
| 3.              | „Seasons Wither”                                          | 6:15    |  |
| 4.              | „My Misery”                                               | 4:38    |  |
| 5.              | „House of Suffering” (Bad Brains cover)                   | 2:09    |  |
| 6.              | „The Possibility of Life's Destruction” (Discharge cover) | 1:26    |  |
| 7.              | „Ten Ton Hammer” (Extended Original Mix)                  | 5:06    |  |
| 8.              | „Hole in the Sky” (Black Sabbath cover)                   | 3:32    |  |
| 9.              | „Colors” (Ice-T cover)                                    | 4:41    |  |
| 10.             | „Hard Times” (Live Cro-Mags cover)                        | 2:02    |  |
| 11.             | „Halo (I Want Your Soul)” (Demo)                          | 6:34    |  |
| 12.             | „Aesthetics of Hate (Thrash-Terpiece)” (Demo)             | 4:49    |  |

| 2007 special edition DVD |                                             |         |  |
| Nr.                      | Titlu                                       | Lungime |  |
| 1.                       | „The Making of The Blackening”              | 24:28   |  |
| 2.                       | „Sounds of the Underground 2006 Tour Diary” | 10:37   |  |

| 2008 special edition DVD |                                                                          |         |  |
| Nr.                      | Titlu                                                                    | Lungime |  |
| 1.                       | „Clenching the Fists of Dissent” (Live at With Full Force 2008)          | 8:44    |  |
| 2.                       | „Now I Lay Thee Down” (Live at With Full Force 2008)                     | 5:30    |  |
| 3.                       | „Halo” (Live at With Full Force 2008)                                    | 9:20    |  |
| 4.                       | „Aesthetics of Hate” (Live at Rock In Rio 2008)                          | 6:07    |  |
| 5.                       | „Davidian” (Live at Rock In Rio 2008)                                    | 6:35    |  |
| 6.                       | „Imperium” (Live at Download 2007)                                       | 6:05    |  |
| 7.                       | „Old” (Live at Download 2007)                                            | 5:02    |  |
| 8.                       | „A Thousand Lies” (Live at Burn My Eyes 10th Anniversary Show 2004)      | 7:04    |  |
| 9.                       | „The Rage to Overcome” (Live at Burn My Eyes 10th Anniversary Show 2004) | 4:33    |  |
| 10.                      | „Death Church” (Live at Burn My Eyes 10th Anniversary Show 2004)         | 5:43    |  |
| 11.                      | „Blood for Blood” (Live at Burn My Eyes 10th Anniversary Show 2004)      | 5:54    |  |
| 12.                      | „Halo” (Uncensored & Unedited Music Video)                               | 5:10    |  |
| 13.                      | „Now I Lay Thee Down” (Uncensored & Unedited Music Video)                | 5:36    |  |
| 14.                      | „Aesthetics of Hate” (Uncensored & Unedited Music Video)                 | 6:09    |  |
| 15.                      | „The Making of Halo”                                                     | 6:32    |  |
| 16.                      | „The Making of Now I Lay Thee Down”                                      | 4:54    |  |
| 17.                      | „The Making of Aesthetics of Hate”                                       | 3:26    |  |

## Personal
| Machine Head - Robert Flynn – vocal, chitară - Dave McClain – baterie - Adam Duce – baterie, back vocal - Phil Demmel – chitară | Production - Mark Keaton – inginerie audio - Colin Richardson – mixare - Matt Hyde – mixare - Robb Flynn – producere |

## Poziționări
| Clasament (2007)                | Poziția de top |
| ------------------------------- | -------------- |
| Australian Albums Chart         | 14             |
| Austrian Albums Chart           | 19             |
| Belgian Albums Chart (Flanders) | 52             |
| Belgian Albums Chart (Wallonia) | 74             |
| Dutch Albums Chart              | 22             |
| Finnish Albums Chart            | 33             |
| French Albums Chart             | 36             |
| German Albums Chart             | 12             |
| Irish Albums Chart              | 23             |
| Norwegian Albums Chart          | 36             |
| Spanish Albums Chart            | 79             |
| Swedish Albums Chart            | 19             |
| Swiss Albums Chart              | 29             |
| UK Album Chart                  | 16             |
| The Billboard 200               | 54             |
| Rock Albums Chart               | 15             |
| Tastemakers Albums Chart        | 9              |